# Nana Takagi
Nana Takagi (en japonés: 高木菜那, Takagi Nana; Makubetsu, 2 de julio de 1992) es una deportista japonesa que compite en patinaje de velocidad sobre hielo. Su hermana Miho compite en el mismo deporte
Participó en tres Juegos Olímpicos de Invierno, obteniendo tres medallas, dos de oro en Pyeongchang 2018, en salida en grupo y persecución por equipos (junto con Miho Takagi, Ayano Sato y Ayaka Kikuchi), y plata en Pekín 2022, en persecución por equipos (con Ayano Sato y Miho Takagi), y el cuarto lugar en Sochi 2014 (persecución por equipos).
Ganó seis medallas en el Campeonato Mundial de Patinaje de Velocidad sobre Hielo en Distancia Individual entre los años 2015 y 2020.

## Palmarés internacional
| Juegos Olímpicos                           | Juegos Olímpicos                | Juegos Olímpicos | Juegos Olímpicos        |
| Año                                        | Lugar                           | Medalla          | Prueba                  |
| ------------------------------------------ | ------------------------------- | ---------------- | ----------------------- |
| 2018                                       | Pyeongchang (Corea del Sur)     | Medalla de oro   | Persecución por equipos |
| 2018                                       | Pyeongchang (Corea del Sur)     | Medalla de oro   | Salida en grupo         |
| 2022                                       | Pekín (China)                   | Medalla de plata | Persecución por equipos |
| Campeonato Mundial en Distancia Individual |                                 |                  |                         |
| Año                                        | Lugar                           | Medalla          | Prueba                  |
| 2015                                       | Heerenveen (Países Bajos)       | Medalla de oro   | Persecución por equipos |
| 2016                                       | Kolomna (Rusia)                 | Medalla de plata | Persecución por equipos |
| 2017                                       | Gangneung (Corea del Sur)       | Medalla de plata | Persecución por equipos |
| 2017                                       | Gangneung (Corea del Sur)       | Medalla de plata | Salida en grupo         |
| 2019                                       | Inzell (Alemania)               | Medalla de oro   | Persecución por equipos |
| 2020                                       | Salt Lake City (Estados Unidos) | Medalla de oro   | Persecución por equipos |